# Centre-ville d'Auxerre
 (décembre 2023).
Si vous disposez d'ouvrages ou d'articles de référence ou si vous connaissez des sites web de qualité traitant du thème abordé ici, merci de compléter l'article en donnant les références utiles à sa vérifiabilité et en les liant à la section « Notes et références ».
Centre névralgique de la ville d'Auxerre, il regroupe de nombreux commerces et donc emplois. Plusieurs administrations y sont également implantées. (Hôtel de ville, Conseil Général de l'Yonne, Préfecture de l'Yonne, Palais de Justice).  

## Géographie

### Situation
Le centre-ville est situé, comme son nom l'indique, au cœur de la ville. Il est ceinturé par les grands boulevards de la ville (de la Chaînette, du 11 novembre ou encore Vaulabelle) et les quais de l'Yonne.

### Accès

#### Transports en commun
Il est possible d'accéder au centre-ville grâce au réseau de bus Léo, par les lignes 1, 2, 4, 5 et 7 à l'arrêt Arquebuse (terminus des lignes 2 et 5).
Le centre-ville est également desservi par deux navettes électriques gratuites pour tous, et qui dessert le centre-ville en son cœur et ses contours.

#### Voiture
De nombreux parkings gratuits existent sur la périphérie du centre-ville, et payants au cœur du centre et sur les quais : 
- Stationnement gratuit : les promenades (contre-allées des boulevards Vaulabelle, Davout, Vauban), place de l'Arquebuse (en extérieur et souterrain), le long du boulevard de la Chaînette et sa contre-allée ;
- Stationnement payant (différentes tarifications : zone verte, zone rouge ou zone longue durée) : place des Cordeliers, place du Maréchal Leclerc, place Saint-Eusèbe, place Saint-Étienne, place de la Préfecture, place des Véens, parking Saint-Pierre, place Saint-Germain, place Saint-Mamert, quais de la République et de la Marine, parking de la Tournelle … (non exhaustif), et le long de nombreuses rues.

## Urbanisme

### Architecture
Le centre-ville d'Auxerre dispose d'une magnifique architecture, notamment grâce à ses nombreuses maisons à colombages colorés.

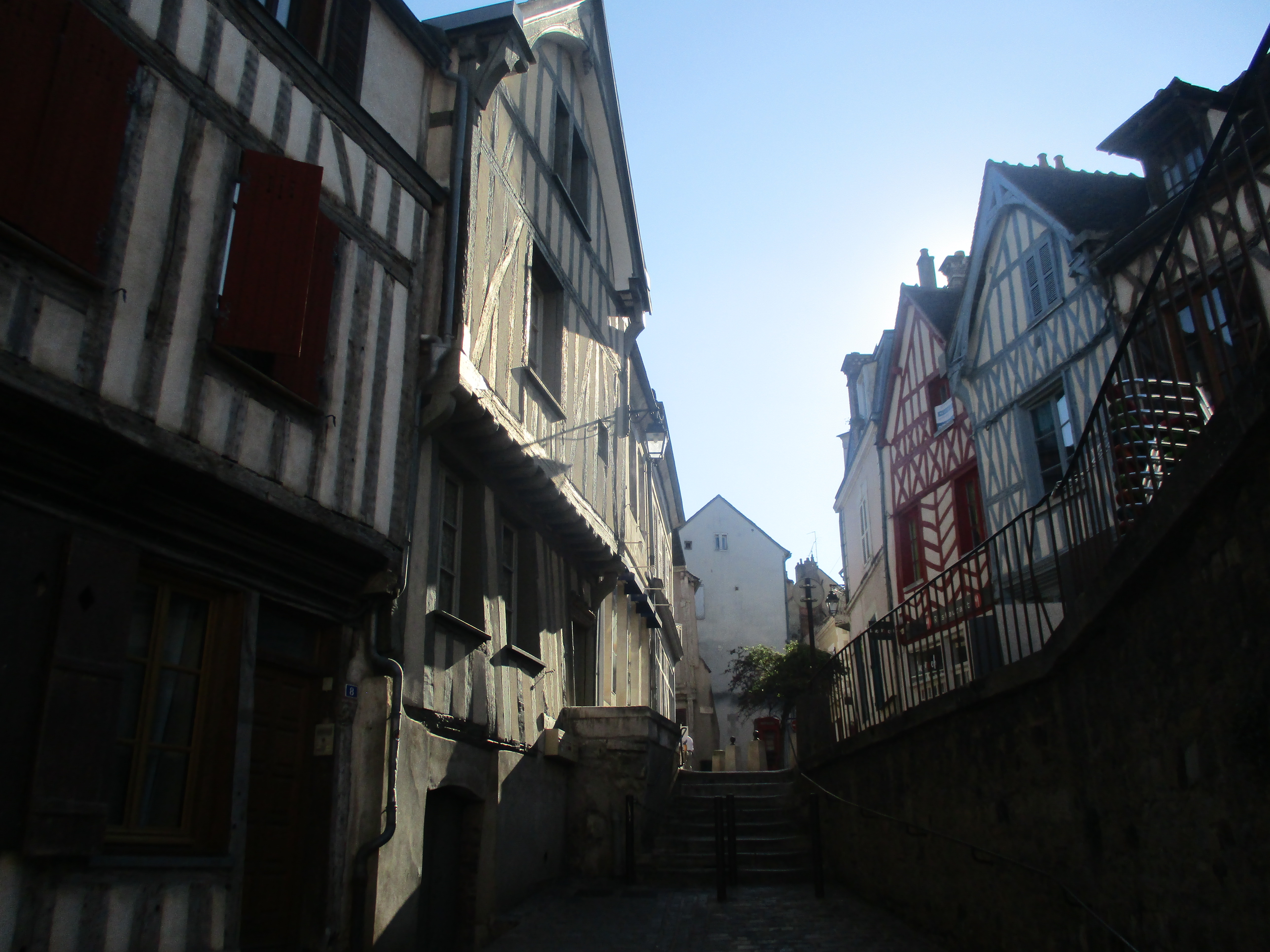
Rue de l'Yonne.
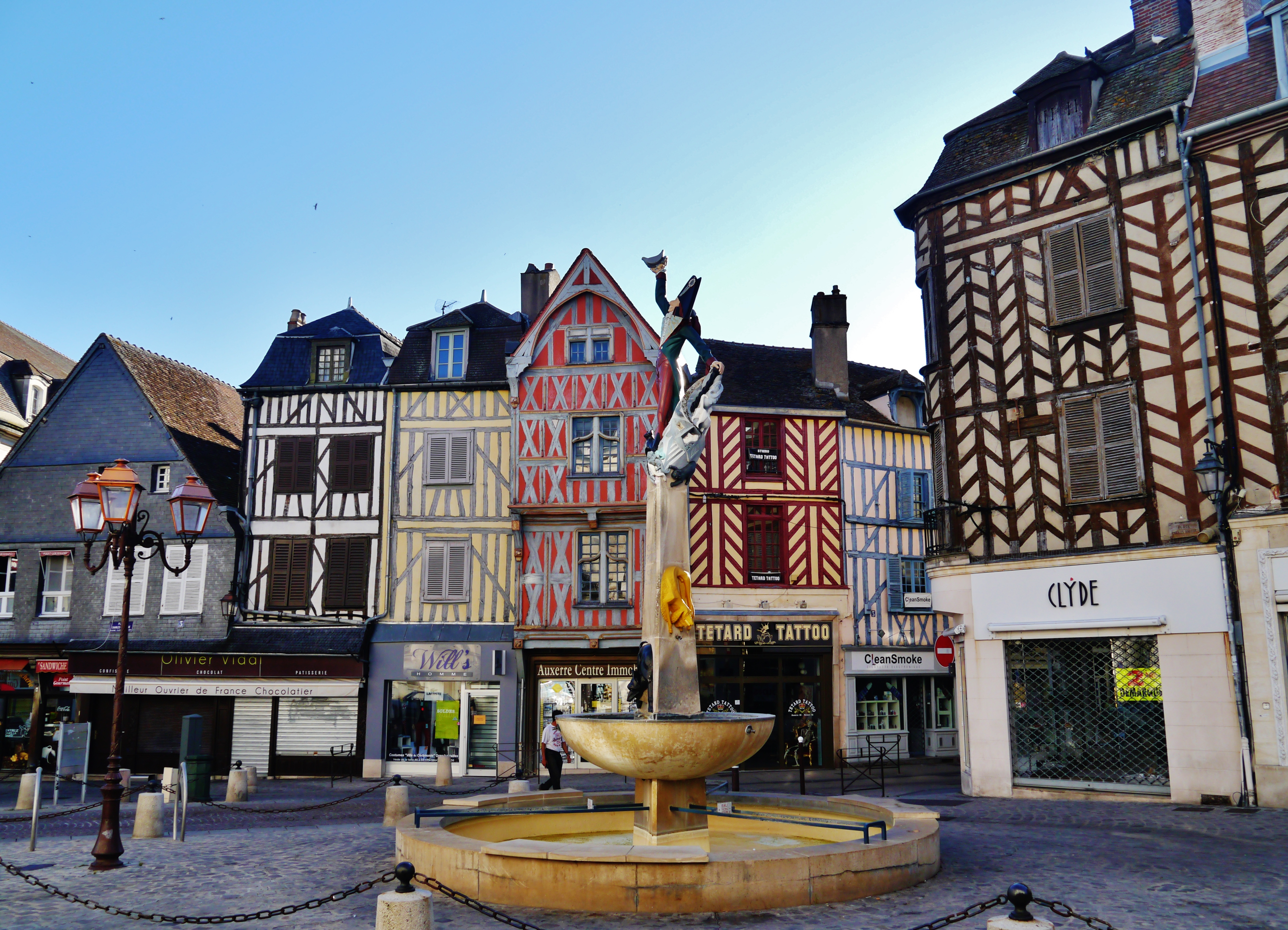
Place Charles Lepère.
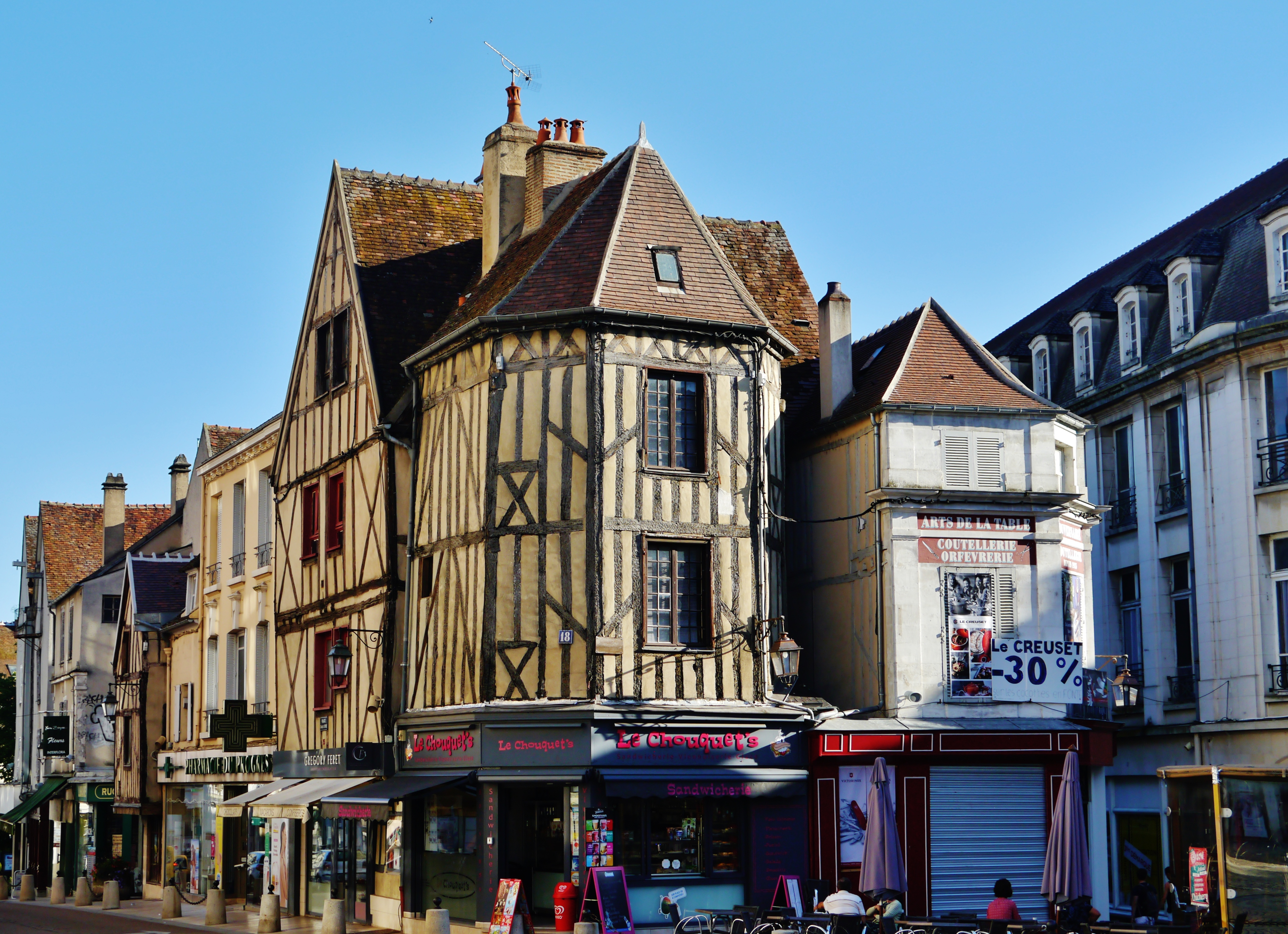
Place Charles Lepère.
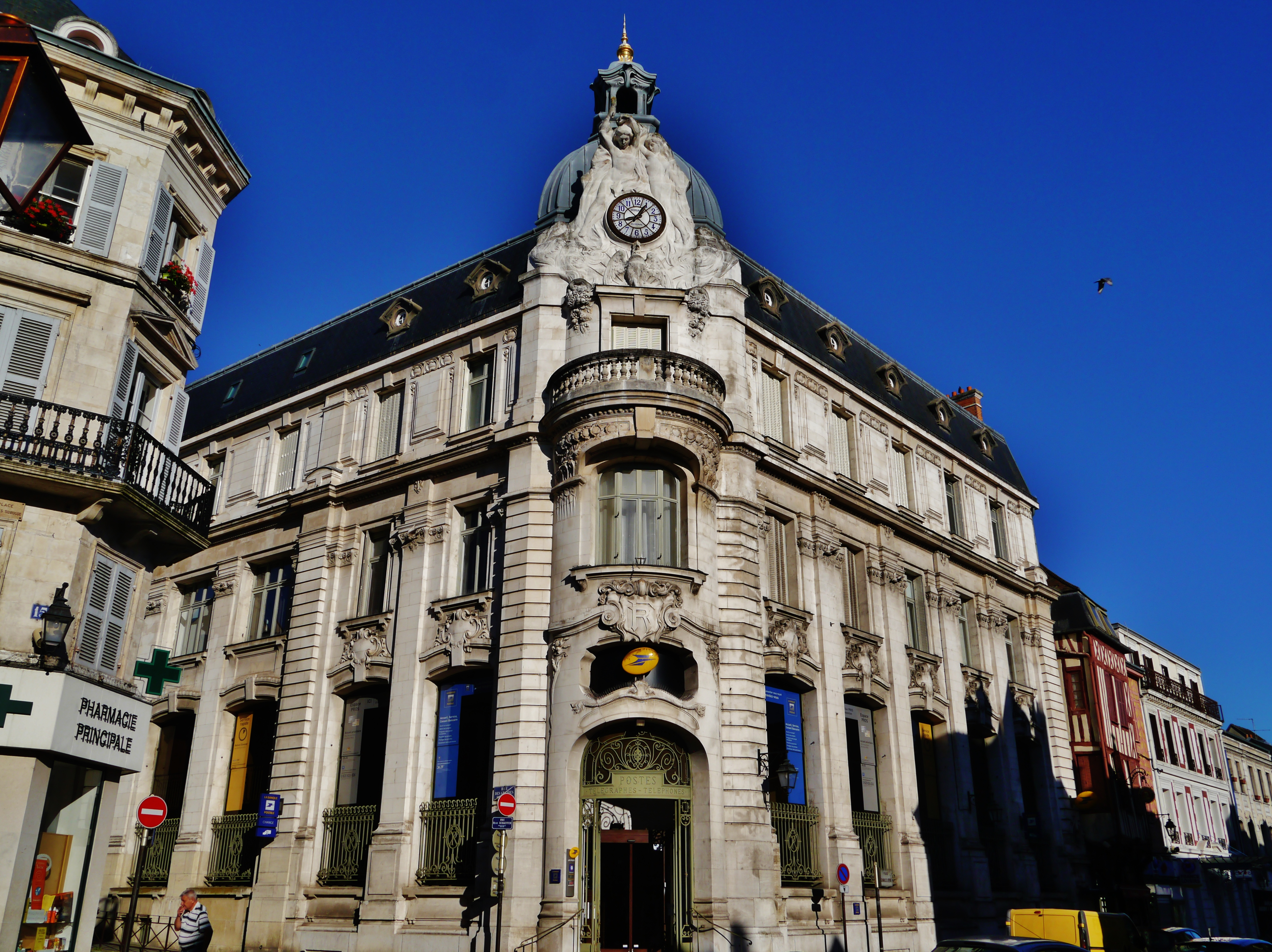
La Poste.

### Espaces verts
Plusieurs espaces verts sont situés en centre-ville :
- le square Simone Veil
- le parc Paul Bert
- Parc Maréchal Davout
- Place de l'Arquebuse
- les Quais

## Commerces
De nombreux commerces sont implantés au centre-ville, bien que, comme de nombreuses villes moyennes, Auxerre subisse des problèmes liés au taux de vacance.
Les principales artères commerçantes sont les suivantes : 
- rue du Temple
- rue de Paris
- rue de la Draperie
- rue de l'Horloge
- rue Fécaudrie
- rue Joubert
- rue du Pont

Nous pouvons y trouver une grande diversité de commerces : magasins de chaussures, vêtements, bijouterie, décoration, restaurants, pubs, brasseries, boulangeries, etc.
De nombreuses firmes y sont installées : Monoprix, Bouchara, Carré Blanc, Naf Naf, Nocibé, Devred, etc

## Lieux notables

### Édifices publics
- L'Hôtel de Ville d'Auxerre
- La préfecture de l'Yonne
- Le Palais de Justice
- Le siège de la Communauté d'Agglomération de l'Auxerrois

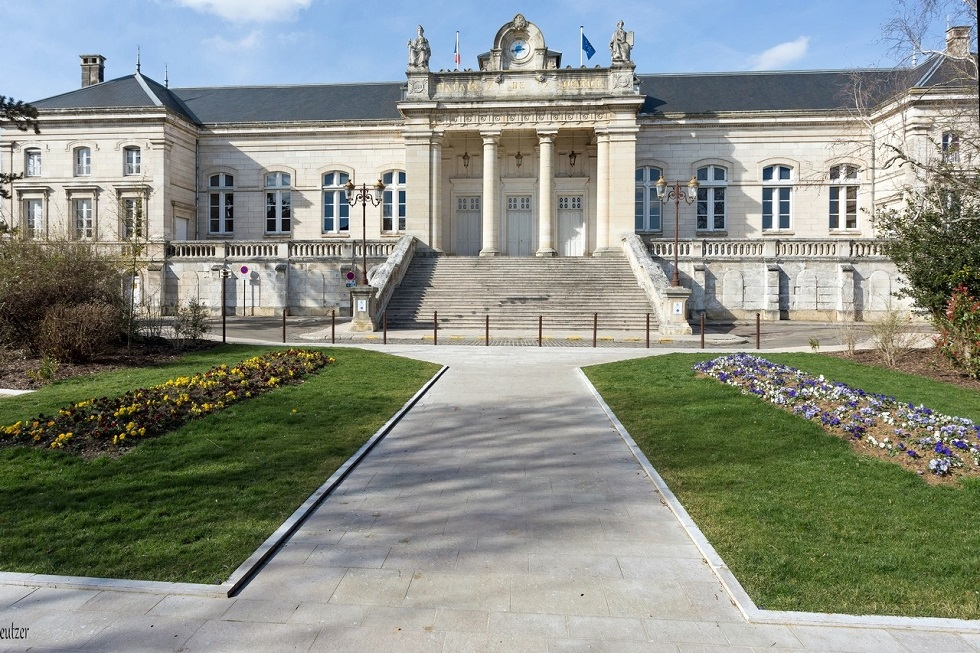
Le Palais de Justice d'Auxerre.
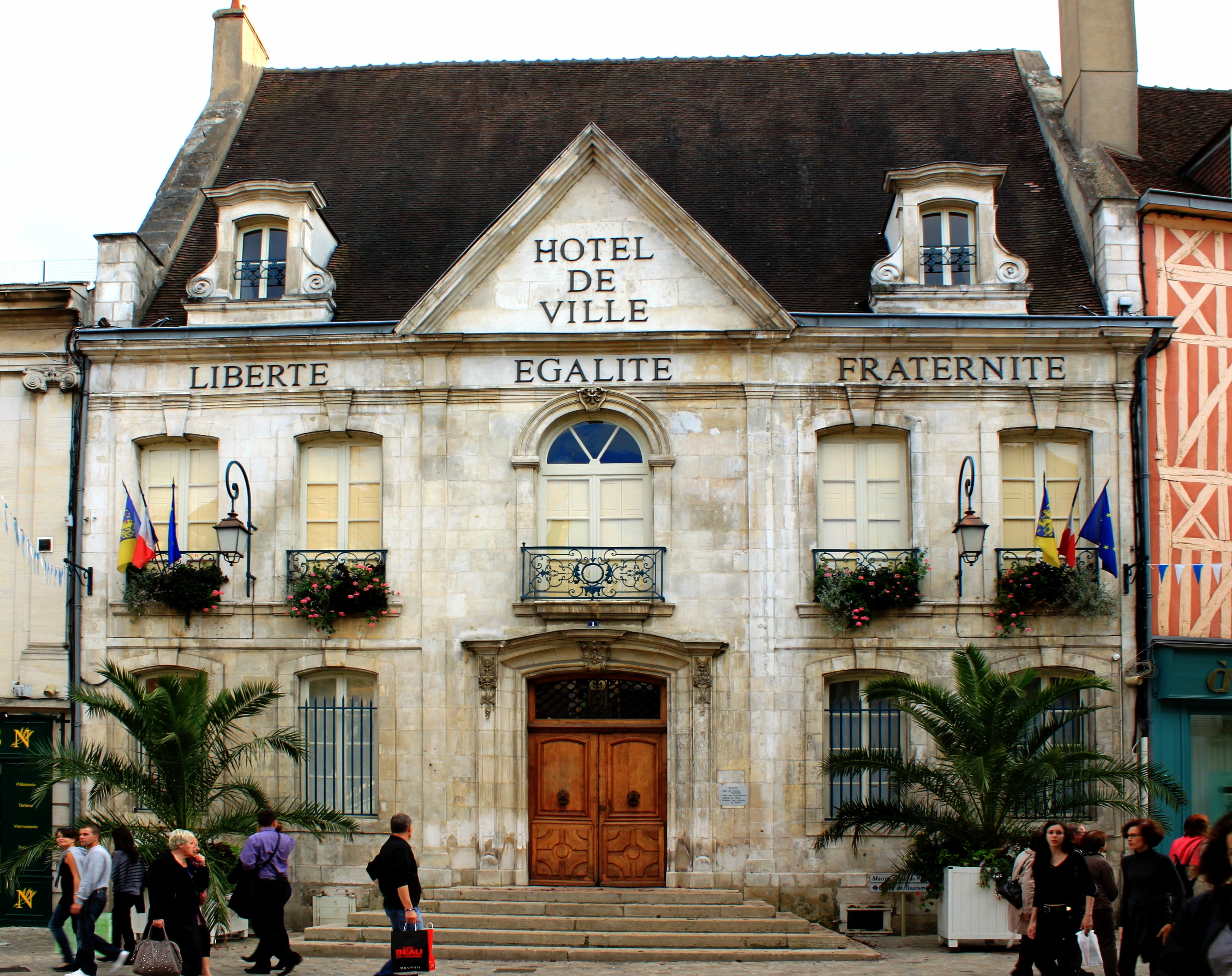
L'Hôtel de Ville d'Auxerre.
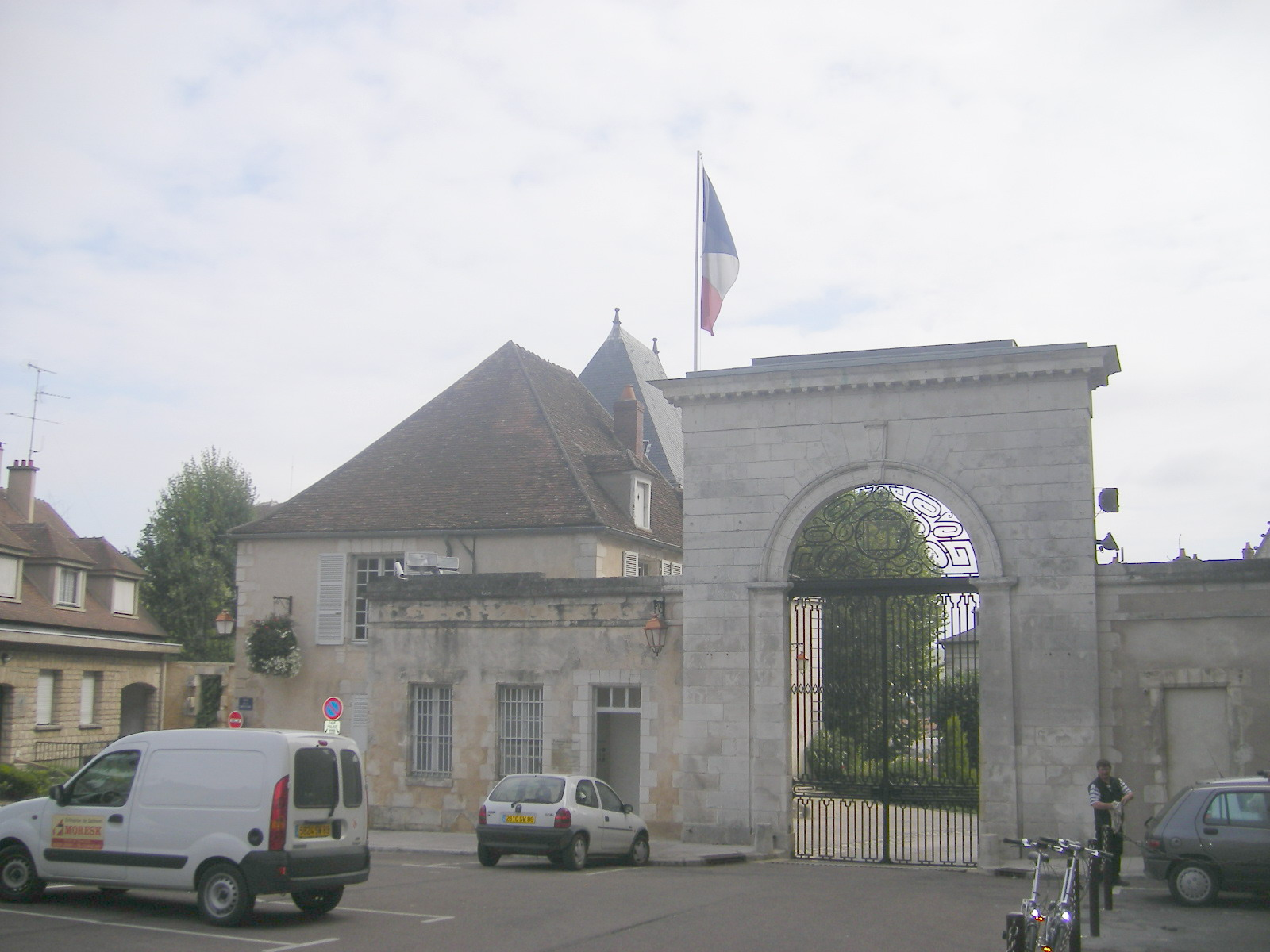
La préfecture de l'Yonne à Auxerre.

### Établissements scolaires
Plusieurs établissements scolaires sont situés dans le centre-Ville :
- L'école maternelle Jean Zay
- L'école élémentaire Jean Zay
- L'école maternelle de Paris
- L'école élémentaire de Paris
- L'école maternelle Montessori (privée)
- L'école élémentaire Montessori (privée)
- L'école Sainte-Marie (privée)
- Lycée professionnel Saint-Germain
- Lycée général Jacques Amyot

### Principales places
De nombreuses places sont situées au cœur d'Auxerre (liste non exhaustive) :
- Place des Cordeliers
- Place Saint-Germain
- Place Saint-Étienne
- Place Charles Surugue
- Places Charles Lepère

### Monuments
Plusieurs monuments sont situés dans le centre-ville :
- La Tour de l'Horloge
- L'Abbaye Saint-Germain
- La Cathédrale Saint-Étienne
- Église Saint-Eusèbe
- Église Saint-Pierre
- La Statue de Paul Bert
- La Statue de Marie Noël
- La Statue de Cadet Rousselle

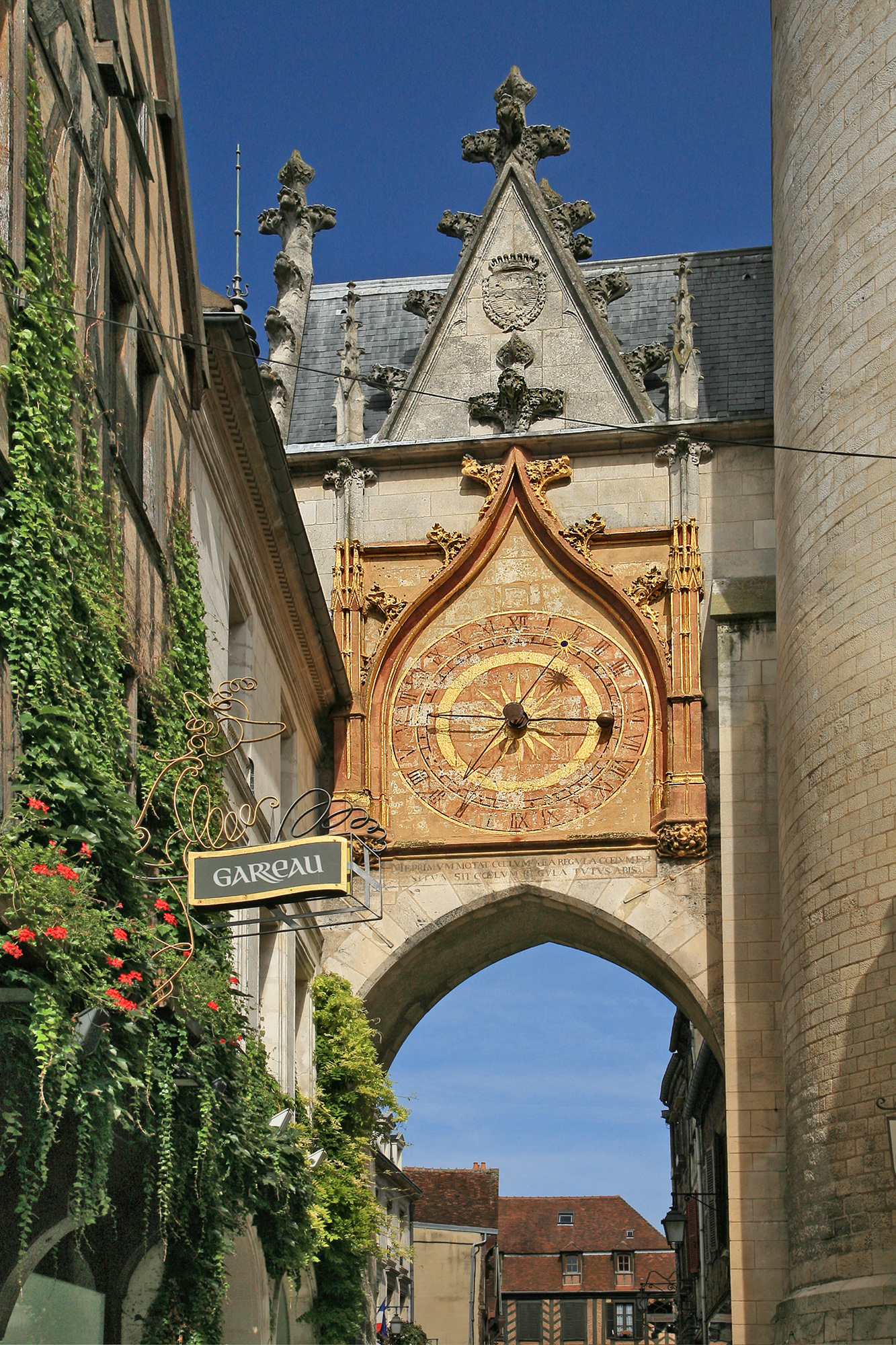
La Tour de l'Horloge.
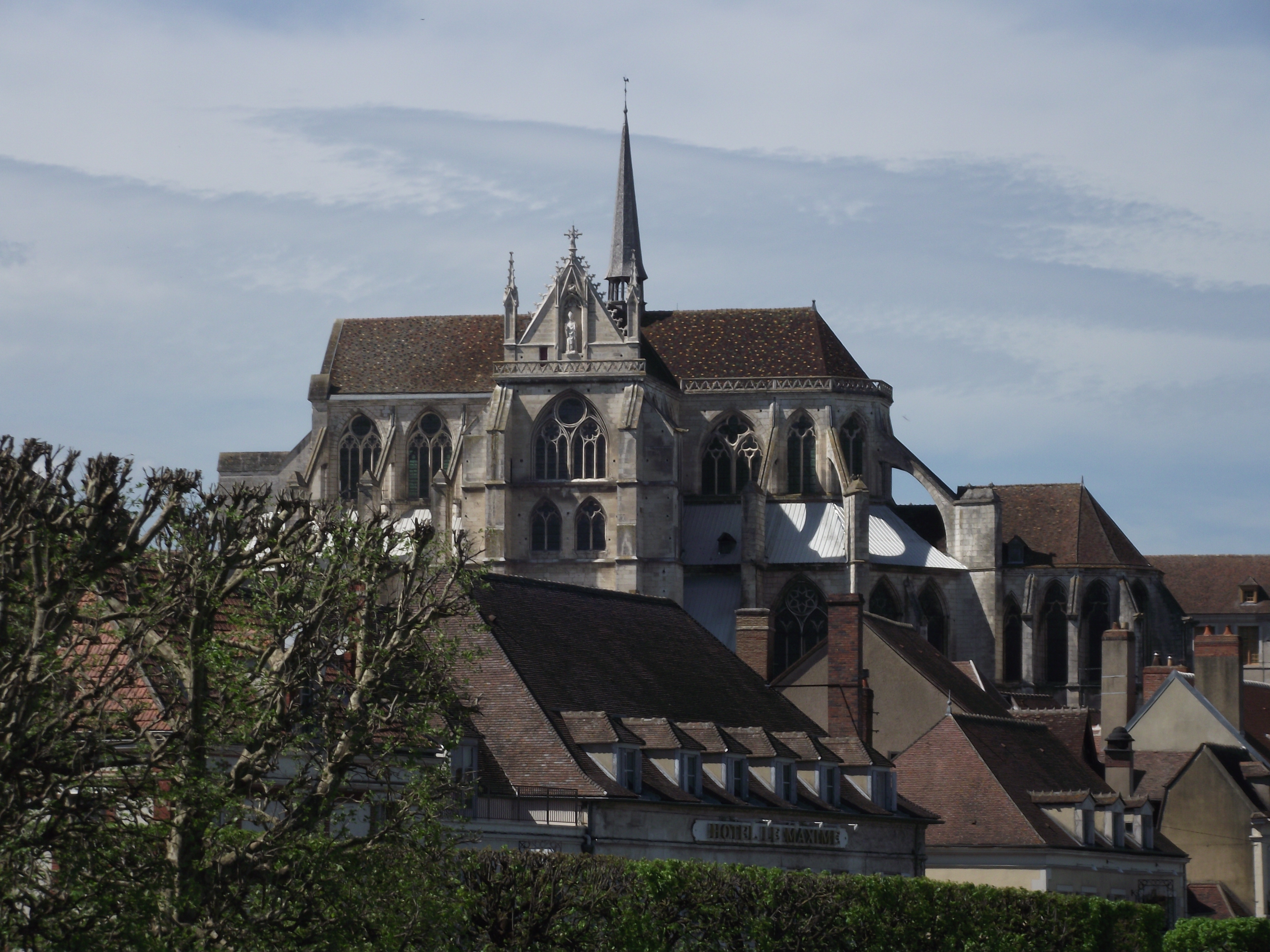
L'Abbaye Saint-Germain.
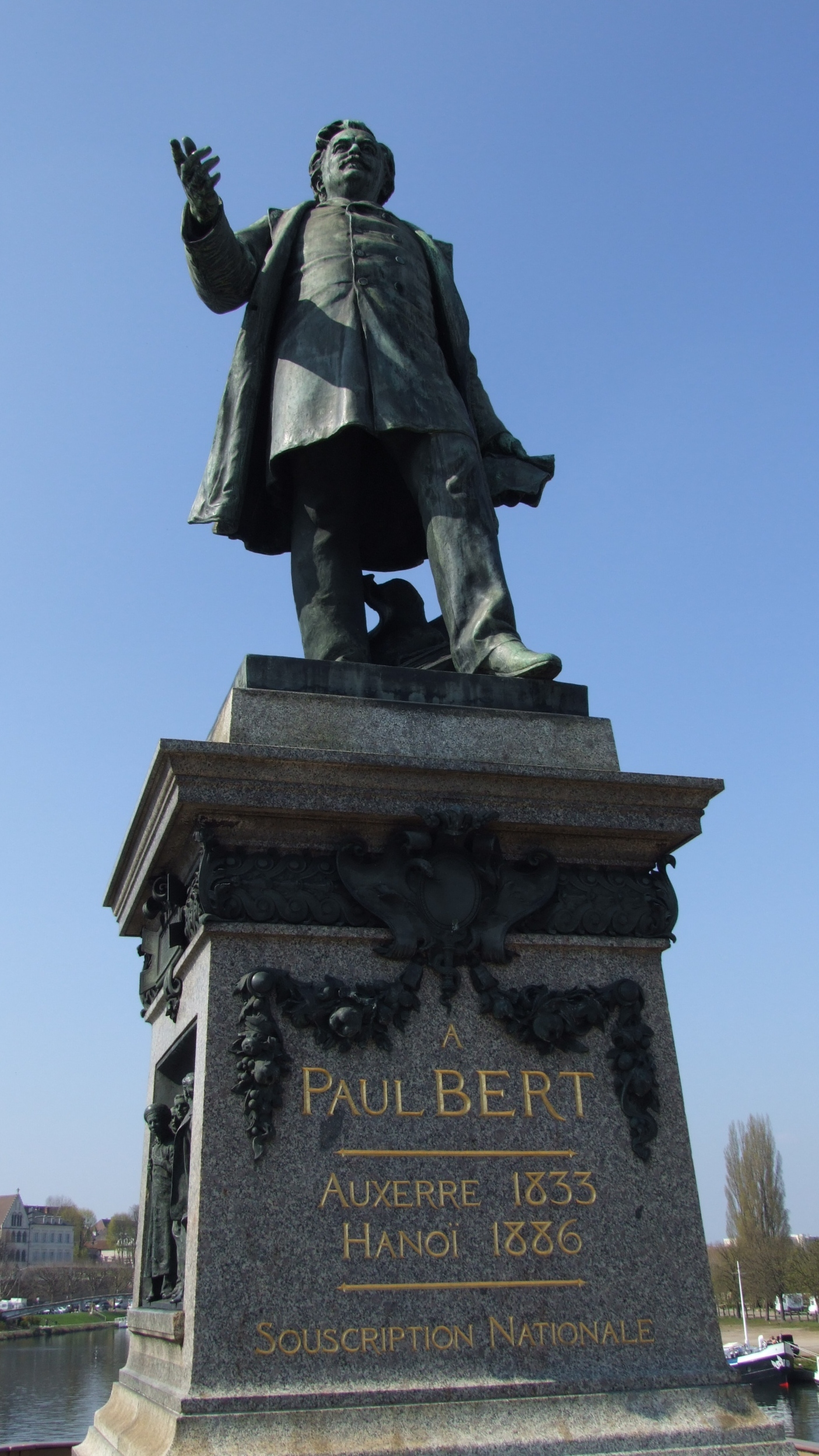
La Statue de Paul Bert.

### Établissements culturels
Plusieurs lieux culturels sont situés dans le centre-ville ou à sa proximité immédiate :
- Le cinéma CGR Auxerre
- Le théâtre municipal
- La bibliothèque municipale
- Le musée Leblanc-Duvernoy
- Le musée de l'Abbaye Saint-Germain
- Le Muséum d'Histoire Naturelle et son parc

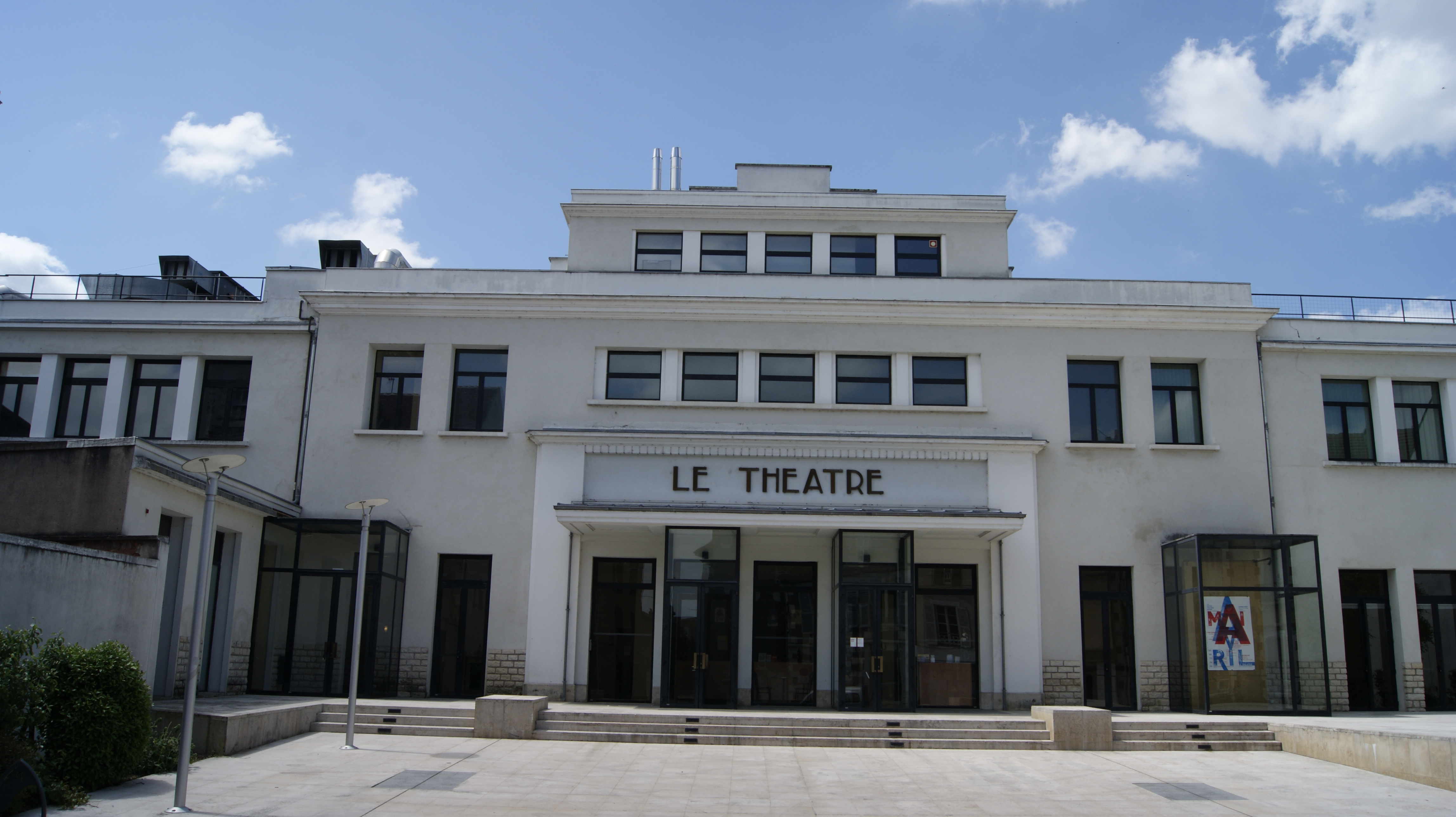
Le Théâtre d'Auxerre.
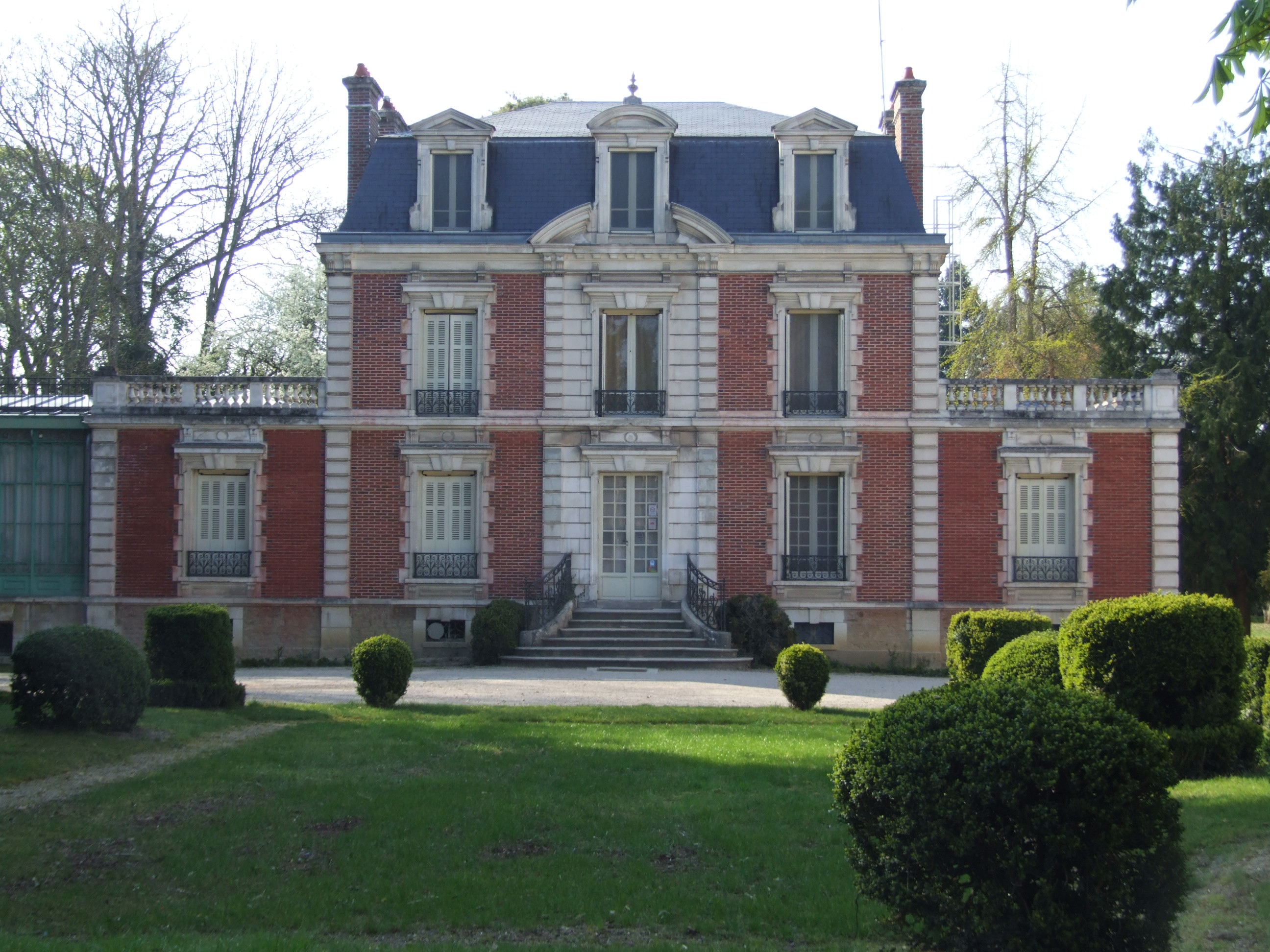
Le Muséum d'Histoire Naturelle.

## Evènements et festivités
- La Foire Saint-Martin à lieu tous les ans, le premier dimanche de novembre dans la rue du Temple et le boulevard du 11 novembre notamment[2].
- De nombreuses animations sont proposées au centre-ville de manière régulière (souvent le week end).
- La Corrida a lieu tous les ans. Il s'agit d'une course ayant lieu dans le centre-ville à l'approche de noël (généralement la deuxième moitié de décembre) et de nuit. Elle bénéficie ainsi d'un cadre féerique, étant donné que des illuminations de noël enjolivent le centre.
- Plusieurs marchés ont lieu chaque semaine, place Charles Surugue et place de la Mairie notamment.

## Sécurité
La police municipale est basée près de la mairie, au cœur du centre-ville. La police nationale est basée boulevard Vaulabelle, près du centre-ville.
En plus des caméras de sécurité des commerçants, une dizaine de caméras sont installées en centre-ville par la mairie et plusieurs autres le seront dans les années à venir.

## Médias
Le journal L'Yonne républicaine a, fut un temps, possédé des locaux rue du Temple.

France 3 Bourgogne possède des locaux dans le centre-ville d'Auxerre, près de la place Charles Surugue.

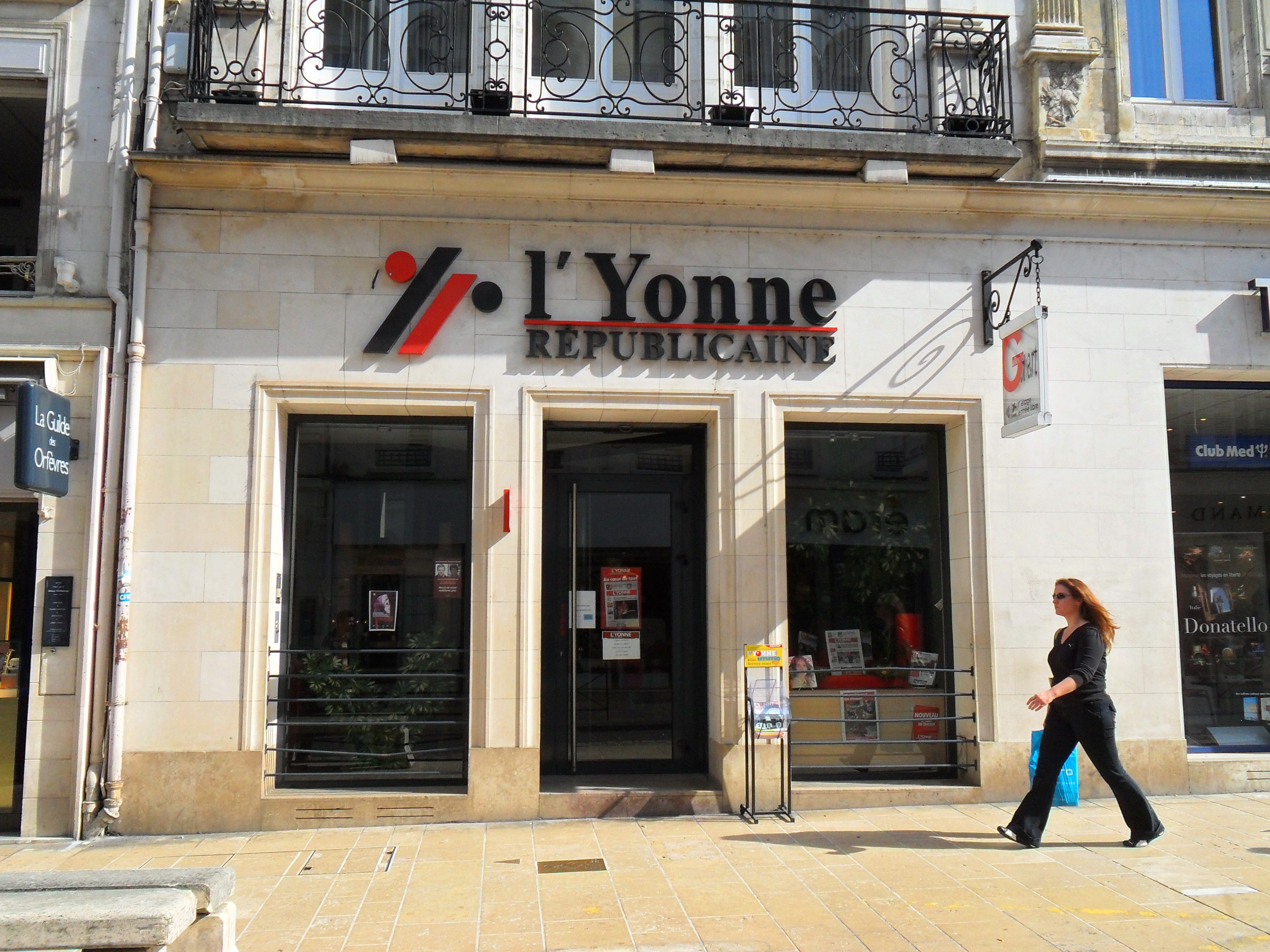
Les anciens locaux de l'Yonne Républicaine.
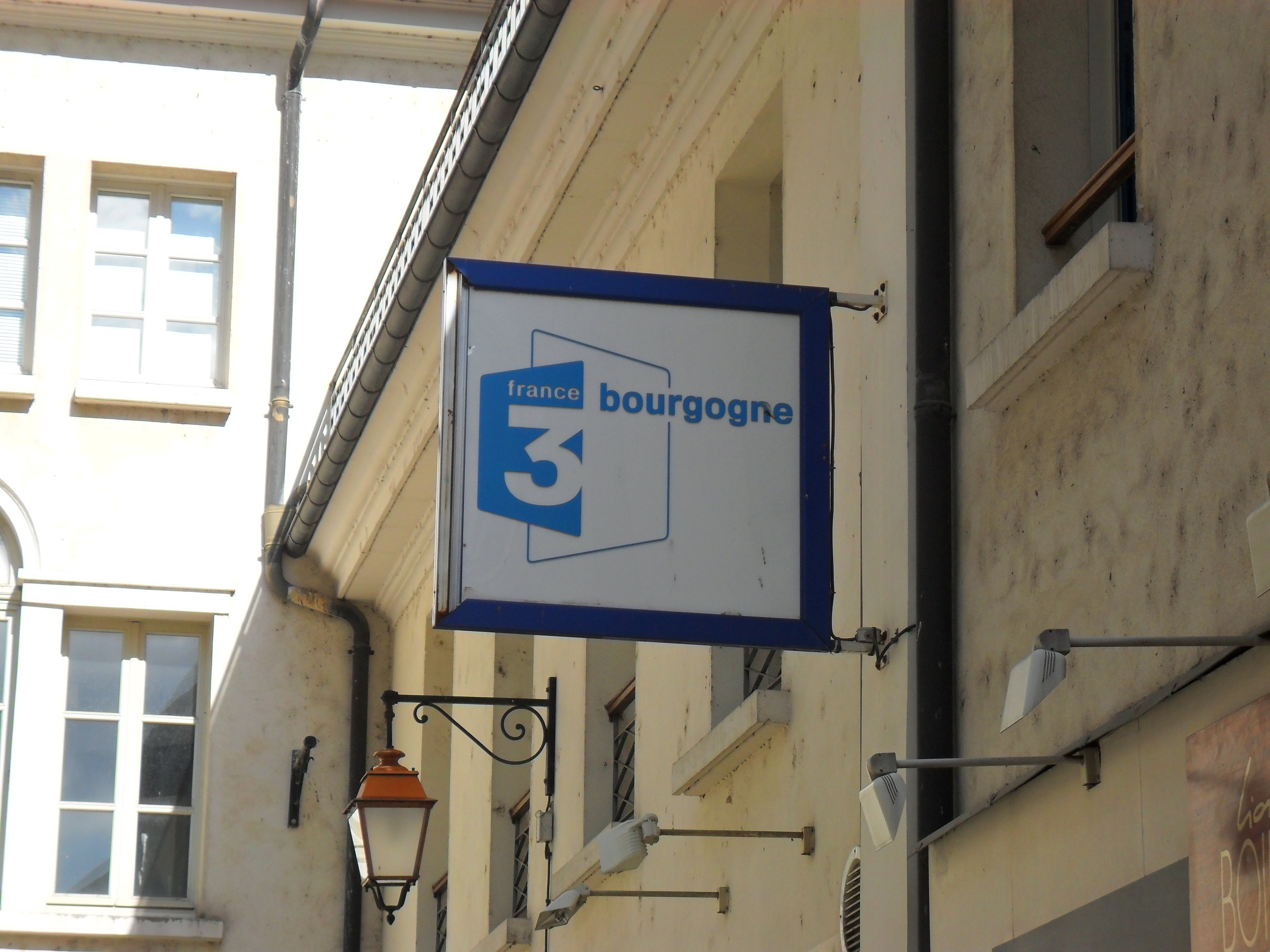
Les locaux de France 3 Bourgogne.